# José Pittaro
José Juan Pittaro Santalazzaro (São Miguel de Tucumã, 23 de julho de 1946) é um ex-ciclista olímpico argentino. Pittaro representou sua nação em dois eventos nos Jogos Olímpicos de Verão de 1968, em Cidade do México.